# Diaphaenidea apicalis
Diaphaenidea apicalis là một loài bọ cánh cứng trong họ Chrysomelidae. Loài này được Wiedemann miêu tả khoa học năm 1823.